# Xã Home Lake, Quận Norman, Minnesota
Xã Home Lake (tiếng Anh: Home Lake Township) là một xã thuộc quận Norman, tiểu bang Minnesota, Hoa Kỳ. Năm 2010, dân số của xã này là 148 người.